# Heligmonevra trifurca
Heligmonevra trifurca är en tvåvingeart som beskrevs av Shi 1992. Heligmonevra trifurca ingår i släktet Heligmonevra och familjen rovflugor.
Artens utbredningsområde är Hunan (Kina). Inga underarter finns listade i Catalogue of Life.